# P-адичне число
{\displaystyle p}-адичне число — в математиці є поповненням поля раціональних чисел відмінним від дійсних чисел. Поповнення відбувається не щодо звичайної евклідової норми, як у випадку дійсних чисел, а щодо так званої {\displaystyle p}-адичної норми. {\displaystyle p}-адичні числа особливо широко застосовуються в теорії чисел.

## Елементарне означення
Нехай {\displaystyle p} — деяке просте число. Тоді, як відомо кожне ціле число може бути записано:
{\displaystyle \sum _{i=0}^{n}a_{i}p^{i}}
де числа {\displaystyle a_{i}} належать до множини {\displaystyle \{0,1,\dots ,p-1\}}.
Загальновідомим є розширення даних чисел до множини дійсних чисел, кожне з яких може бути записане так:
{\displaystyle \pm \sum _{i=-\infty }^{n}a_{i}p^{i}.}
де {\displaystyle n} — деяке ціле число.
{\displaystyle p}-адичні числа натомість можуть бути записані у вигляді:
{\displaystyle \sum _{i=k}^{\infty }a_{i}p^{i}}
де {\displaystyle k} — деяке ціле число.
Наприклад, взявши {\displaystyle p=5}, ми матимемо:
{\displaystyle -1=\dots 444444444_{5}},
{\displaystyle {\frac {1}{3}}=\dots 131313132_{5}}.
Обчислення відбуваються за звичайними правилами для чисел з основою {\displaystyle 5}.
Числа для яких {\displaystyle a_{i}=0} для {\displaystyle i<0} називаються {\displaystyle p}-адичними цілими числами.

## Аналітична побудова

### p-адична норма
Нехай маємо деяке {\displaystyle x\in \mathbb {Z} } — ціле число. Назвемо ординалом цього числа по відношенню щодо деякого простого {\displaystyle p}:
{\displaystyle \operatorname {ord} _{p}x=\max\{r\colon p^{r}|x\}}
Далі для {\displaystyle {\frac {a}{b}}\in \mathbb {Q} } визначимо:
{\displaystyle \operatorname {ord} _{p}{\frac {a}{b}}=\operatorname {ord} _{p}a-\operatorname {ord} _{p}b}
Еквівалентно, якщо {\displaystyle x=p^{n}{\frac {a}{b}}}, де {\displaystyle a}, {\displaystyle b} не діляться на {\displaystyle p} то {\displaystyle \operatorname {ord} _{p}x=n}.
Вважатимемо також, що ординал нуля рівний безмежності.
Визначимо {\displaystyle p}-адичну норму для {\displaystyle x\in \mathbb {Z} } таким чином:
{\displaystyle |x|_{p}={\begin{cases}p^{-\operatorname {ord} _{p}x},&{\mbox{  }}a\neq 0\\p^{-\infty },&{\mbox{  }}a=0.\end{cases}}}
Визначена подібним чином функція справді є нормою оскільки:
- {\displaystyle |x|_{p}=0} тоді й лише тоді, коли {\displaystyle x=0}

Справді, {\displaystyle 0} — єдине число ординал якого рівний нескінченності і відповідно єдине, для якого виконується дана рівність.
- {\displaystyle |xy|_{p}=|x|_{p}|y|_{p}}

Справді, нехай {\displaystyle x=p^{n}{\frac {a}{b}}}, а {\displaystyle y=p^{n}{\frac {c}{d}}}, де жодне з чисел {\displaystyle a}, {\displaystyle b}, {\displaystyle c}, {\displaystyle d} не ділиться на p. Тоді {\displaystyle xy=p^{n+m}{\frac {ac}{bd}}} і {\displaystyle ac}, {\displaystyle bd} не діляться на {\displaystyle p}.
За означеннями маємо: {\displaystyle |x|_{p}={\frac {1}{p^{n}}}}, {\displaystyle |y|_{p}={\frac {1}{p^{m}}}},
{\displaystyle |xy|_{p}={\frac {1}{p^{n+m}}}}, що й доводить наше твердження.
- {\displaystyle |x+y|_{p}\leq \max\{|x|_{p},|y|_{p}\}}

Нехай знову {\displaystyle x=p^{n}{\frac {a}{b}}}, а {\displaystyle y=p^{n}{\frac {c}{d}}}, де жодне з чисел {\displaystyle a}, {\displaystyle b}, {\displaystyle c}, {\displaystyle d} не ділиться на {\displaystyle p}. Нехай також {\displaystyle n\leq m}. Тоді {\displaystyle |x+y|_{p}=p^{n}\left({\frac {ad+p^{m-n}bc}{bd}}\right)}.
Тож очевидно ординал {\displaystyle x+y} не може бути меншим {\displaystyle n}. Окрім того у випадку коли {\displaystyle n} строго менше {\displaystyle m} ординал є рівним {\displaystyle n} адже в такому випадку чисельник і знаменник у розписі суми очевидно не діляться на {\displaystyle p}.
Таким чином {\displaystyle |\cdot |_{p}}, є неархімедовою нормою на полі раціональних чисел.
Наприклад для числа {\displaystyle x=63/550=2^{-1}\cdot 3^{2}\cdot 5^{-2}\cdot 7\cdot 11^{-1}}

{\displaystyle \displaystyle |x|_{2}=2\,\!}
{\displaystyle \displaystyle |x|_{3}=1/9\,\!}
{\displaystyle |x|_{5}=25\,\!}
{\displaystyle \displaystyle |x|_{7}=1/7\,\!}
{\displaystyle |x|_{11}=11\,\!}
{\displaystyle |x|_{p}=1}, для інших простих чисел.

### Фундаментальні послідовності і нуль-послідовності
Послідовність {\displaystyle (a_{i})} називається збіжною до {\displaystyle a\in \mathbb {Q} } за нормою {\displaystyle |\cdot |_{p}}, якщо
{\displaystyle \lim _{n\to +\infty }|a_{i}-a|_{p}=0}.
Якщо {\displaystyle a=0} то така послідовність називається нуль-послідовністю.
Послідовність {\displaystyle (a_{i})} називається фундаментальною, якщо:
{\displaystyle \forall \varepsilon >0\,\exists M\in \mathbb {Z} } таке що {\displaystyle m,n>M\Rightarrow |a_{m}-a_{n}|_{p}<\varepsilon }.
Із збіжності послідовності випливає її фундаментальність. Зворотне твердження у множині раціональних чисел є невірним.

### Побудова чисел
Введемо на множині фундаментальних послідовностей раціональних чисел щодо p-адичної норми відношення еквівалентності: фундаментальні послідовності {\displaystyle a_{i}} і {\displaystyle b_{i}} є еквівалентні тоді й лише тоді коли їх різниця є нуль-послідовнісю.
Позначатимемо клас еквівалентності послідовності {\displaystyle (a_{i})} через {\displaystyle \{a_{i}\}}.
На множині класів еквівалентності визначимо арифметичні операції:
{\displaystyle \{a_{n}\}+\{b_{n}\}=\{a_{n}+b_{n}\}},
{\displaystyle \{a_{n}\}\{b_{n}\}=\{a_{n}b_{n}\}}.
Дані означення є несуперечливими оскільки сума двох нуль-послідовностей є нуль-послідовністю і добуток фундаментальної послідовності на нуль-послідовність є нуль-послідовністю.
Визначимо також загальну {\displaystyle p}-адичну норму:
{\displaystyle |{a_{i}}|_{p}=\lim _{n\to +\infty }|a_{i}|_{p}}
Таким чином сконструйовано поле, що є повним відносно p-адичної норми. Воно і називається полем {\displaystyle p}-адичних чисел. Раціональні числа є щільним підполем даного поля. Числа x для яких {\displaystyle |x|_{p}\leq 1} називаються p-адичними цілими числами.

## Властивості
- Кожне p-адичне число можна єдиним способом подати у вигляді:

{\displaystyle \sum _{i=k}^{\infty }a_{i}p^{i}}.
Цим дані числа відрізняються від дійсних, для яких може бути кілька варіантів запису через суму степенів. Наприклад:
{\displaystyle 1=0,999999999\dots }
- Сума {\displaystyle \sum _{i=k}^{\infty }a_{i}} {\displaystyle p}-адичних чисел збіжна тоді й лише тоді коли {\displaystyle (a_{i})} є нуль-послідовністю.
- Топологічний простір {\displaystyle p}-адичних цілих чисел з метричною топологією гомеоморфний множині Кантора, а простір {\displaystyle p}-адичних чисел з метричною топологією гомеоморфний множині Кантора з вирізаною точкою.